# 聖辣法耳主教座堂 (迪比克)

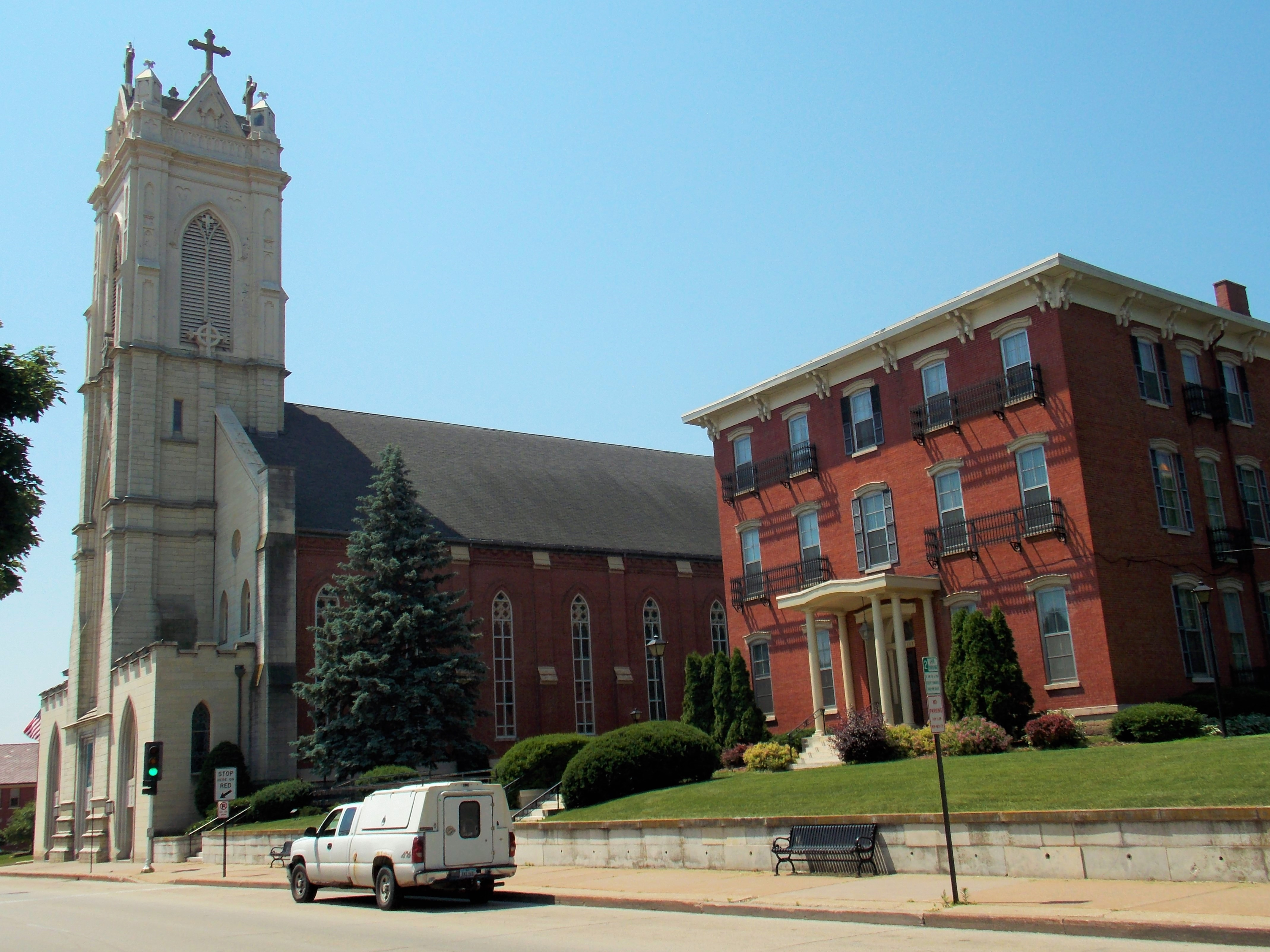
聖辣法耳主教座堂

聖辣法耳主教座堂（英語：St. Raphael's Cathedral）是美國的一座天主教的主教座堂，位於愛荷華州迪比克，也是天主教迪比克總教區的主教座堂。聖辣法耳主教座堂創建於1833年，在19世紀中期重建，1986年又進行了大修。